# Voo Aerolíneas Argentinas 670
O Voo Aerolíneas Argentinas 670 era uma linha aérea regular da referida companhia argentina que ligava Buenos Aires à cidade turística de San Carlos de Bariloche. No dia 8 de dezembro de 1957, um Douglas Dc-4 que realizava essa rota caiu em uma área rural a cerca de 25 km a sudoeste da cidade de Bolívar. A queda causou a explosão da aeronave e matou todos os seus 61 ocupantes. Atualmente, este é o 3.º pior desastre aéreo ocorrido na Argentina, em número de vítimas.

## Aeronave
A aeronave destruída nesse acidente  era um Douglas C-54 B-20-DO, fabricado em 1944, tendo recebido o número de construção 27227. Entregue à Força Aérea do Exército dos Estados Unidos em 30 de novembro de 1944, recebeu o prefixo 44-9001 e foi utilizada no transporte de tropas e suprimentos durante a Segunda Guerra Mundial. Após o final do conflito, o C-54 foi colocado à venda como material excedente de guerra e foi adquirido pela United Airlines em março de 1946.
A United adquiriu 47 aeronaves C-54 e as converteu para o padrão DC-4. A aeronave 44-9001 recebeu o registro civil N30049"Mainliner Lake Ontario". Após onze anos de serviço, a United vendeu a aeronave para a companhia Aerolíneas Argentinas em 1 de maio de 1957. Revisado e preparado para operar, recebeu o prefixo LV-AHZ.  Foi empregado em voos turísticos entre a capital portenha e as cidades Baía Blanca e Bariloche.

## Acidente
Durante o final do anos de 1957, milhares de turistas argentinos e estrangeiros viajaram para passar a temporada de natal e o ano novo na região turística da Patagônia. Além de rodovias e da ferrovia Roca, os turistas tinham a disposição voos diretos operados pelas Aerolíneas Argentinas, como o Voo 670, através dos recém adquiridos Douglas DC-4.
Na tarde de 8 de dezembro de 1957, o Douglas DC-4 prefixo LV-AHZ foi preparado para realizar o voo 670 (Buenos Aires-Bariloche).  Após o embarque dos 55 passageiros e 6 ocupantes, o DC-4 correu pela pista do Aeroporto de Ezeiza, Buenos Aires e decolou às 15h54min e dirigiu-se para sudoeste.
O voo transcorreu normalmente até que a tripulação do voo 670 se deparou com uma imensa frente fria posicionada nos arredores de Buenos Aires. Buscando evitar turbulências, o comandante (que voava sob  Regras de voo por instrumentos, subiu de 2100 pés para 2400 pés enquanto que o radiotelegrafista comunicava o controle de voo sobre a incidência de uma frente fria na rota. O controle de voo autorizou a subida da aeronave e a comunicação por telégrafo, já que a tempestade que se aproximava da aeronave interferia nas comunicações.
Após essa breve comunicação por rádio, o Voo 670 não reportou novamente sua posição para o controle de voo, indicando que algo não corria bem.  Por volta das 17h, funcionários da ferrovia Roca que trabalhavam na estação Bolivar, escutaram uma grande explosão. Pensando que se tratava de um acidente ferroviário, o chefe da estação reuniu alguns funcionários e embarcou em um veículo de manutenção rumo a leste de Bolivar. Naquele momento, uma forte tempestade caía sobre Bolivar, com chuva intensa e ventos de quase 100 km/h.  Em determinado ponto da ferrovia, viram fumaça em um terreno lindeiro e encontraram um grupo de camponeses que tinham se dirigido para lá atraídos pela explosão. Seguindo a cavalo, esse grupo encontrou os destroços fumegantes do DC-4, junto a corpos carbonizados. Entre os passageiros mortos, estavam treze casais em lua de mel. O trabalho de remação dos corpos foi dificultado pela tempestade, de forma que foram empregadas no transporte dos mesmos carroças, trens e até helicópteros da forças armadas argentinas.

## Investigações
A Junta de Investigaciones de Accidentes de Aviación Civil (JIAAC) da Argentina iniciou as investigações poucos dias depois do acidente. Após a análise das poucas provas (destroços da aeronave e informes meteorológicos), foi constatado que a aeronave ingressou inadvertidamente em uma região de tempestade, com ventos de mais de 100 km/h. A visibilidade era péssima e a aeronave sobrevoava a região a uma altitude estimada de 100 a 150 m do solo quando sofreu esforço estrutural acima dos níveis de projeto. Dessa maneira, a aeronave teve parte de sua asa arrancada pela força dos ventos. Os destroços da asa esquerda atingiram a cauda da aeronave danificando o leme e os profundores, o que tornou a mesma ingovernável, até cair no solo e explodir em seguida.

## Consequências
A falta de radares meteorológicos nos aeroportos e aeronaves comerciais argentinas facilitou a ocorrência desse e de outros acidentes similares no país. Os investimentos do governo na modernização dos transportes aéreos ocorreram apenas em meados da década de 1970, com a modernização de aeroportos e a aquisição de aeronaves modernas, permitindo aos controladores de voo e tripulantes traçarem rotas seguras  e menos propensas a enfrentar tempestades e turbulências.